# Daubeuf-la-Campagne
Daubeuf-la-Campagne ist eine französische Gemeinde mit 245 Einwohnern (Stand: 1. Januar 2022) im Département Eure in der Region Normandie (vor 2016 Haute-Normandie). Die Gemeinde gehört zum Arrondissement Bernay (bis 2017: Arrondissement Évreux) und zum Kanton Le Neubourg. Die Einwohner werden Daubeufais genannt.

## Geografie
Daubeuf-la-Campagne liegt in Nordfrankreich etwa 27 Kilometer nordnordwestlich von Évreux. Umgeben wird Daubeuf-la-Campagne von den Nachbargemeinden Mandeville im Norden, Vraiville im Norden und Nordosten, Surtauville im Osten und Nordosten, Venon im Süden und Südosten, Ecquetot im Süden und Südwesten sowie Criquebeuf-la-Campagne im Westen und Nordwesten.

## Bevölkerungsentwicklung
| Jahr                      | 1793 | 1851 | 1886 | 1921 | 1962 | 1968 | 1975 | 1982 | 1990 | 1999 | 2006 | 2013 |
| Einwohner                 | 425  | 401  | 276  | 180  | 201  | 225  | 212  | 213  | 180  | 199  | 202  | 232  |
| Quelle: Cassini und INSEE |      |      |      |      |      |      |      |      |      |      |      |      |

## Sehenswürdigkeiten
- Kirche Notre-Dame
- Zehntscheune aus dem 13. Jahrhundert, umgebaut im 18. Jahrhundert, seit 1948 Monument historique

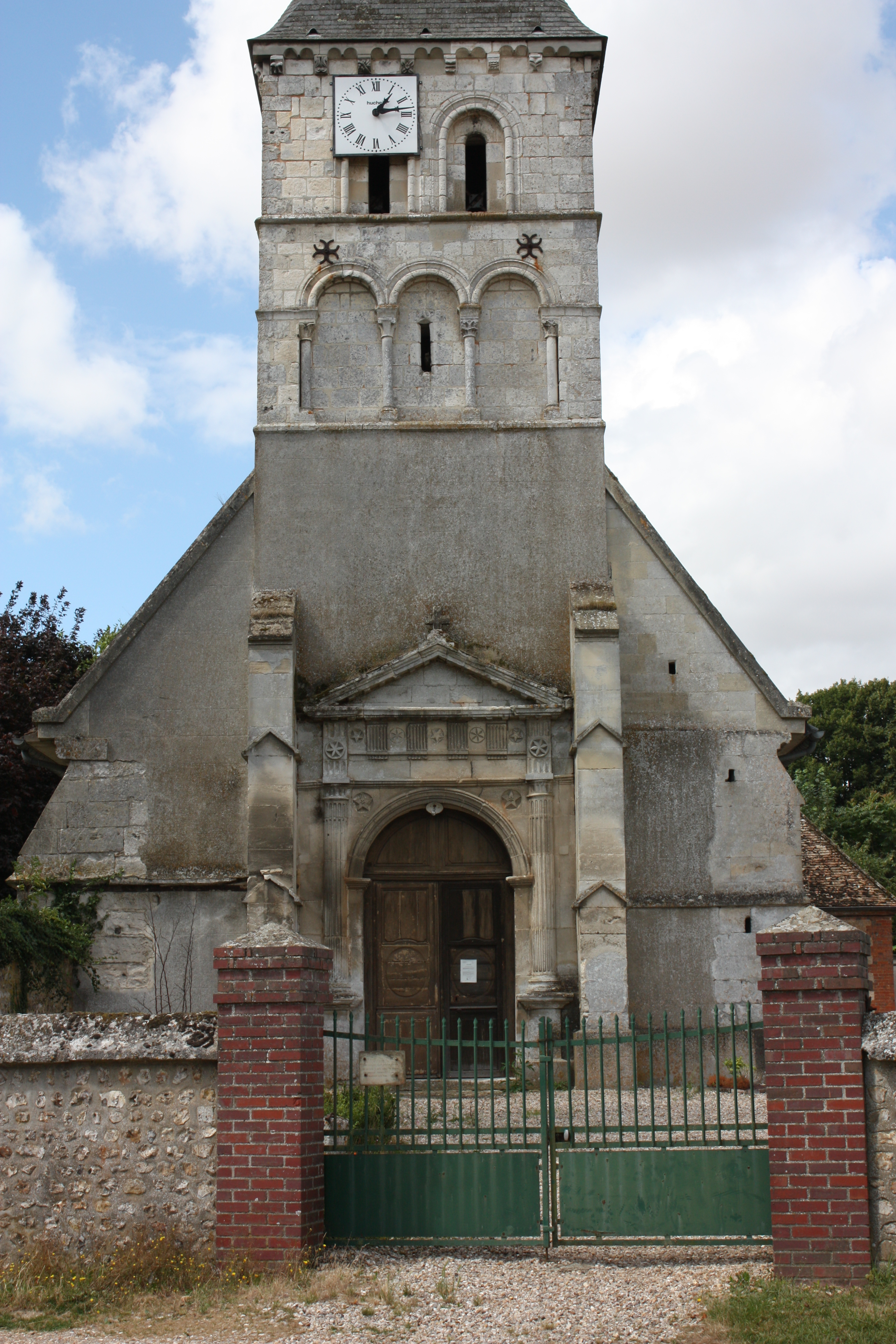
Kirche Notre-Dame
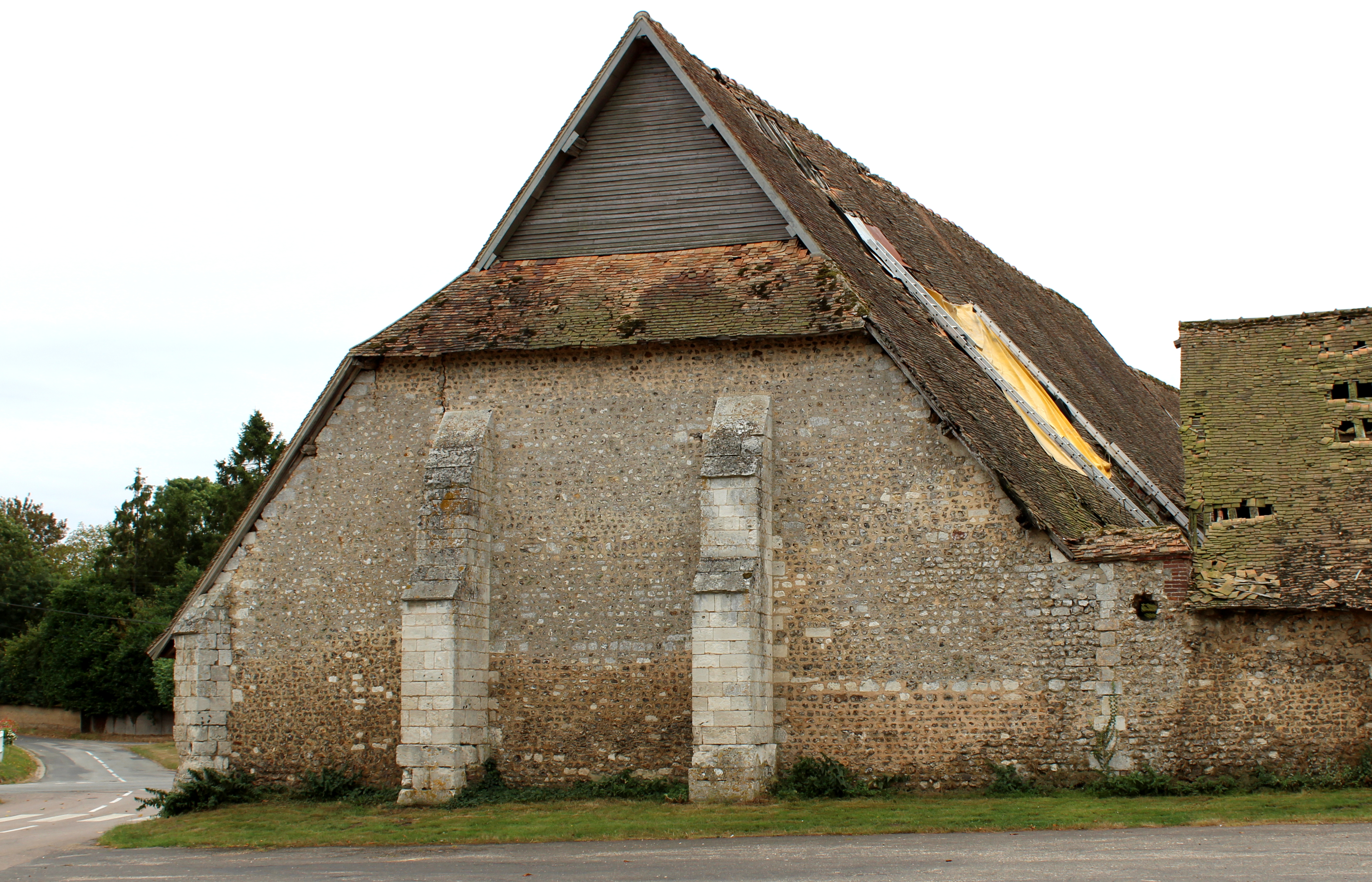
Zehntscheune